# Благовіщенська церква-дзвіниця Кирилівського монастиря
Благові́щенська це́рква-дзвіни́ця — втрачена православна церква-дзвіниця в Києві на території Кирилівського монастиря, збудована у 1748-1760 році і зруйнована в 1937 році. Розташовувалася приблизно в 100 м південніше від Кирилівської церкви, на її місці тепер споруджено пам'ятник академіку Івану Павлову.

## Історія
Побудована в 1748—1760 в Кирилівському монастирі надбрамна  Благовіщенська церква-дзвіниця являла собою  новий за планувальною та об'ємно-просторовою композицією тип споруди — уперше до приміщення надбрамної церкви  вели парадні  відкриті сходи. Саме тому Благовіщенська церква-дзвіниця в кирилівському монастирі стала нашою архітектурною класикою.
На той час І. Г. Григорович-Барський був добре відомим у Києві зодчим і мав  значний творчий доробок, тому побудована ним на замовлення ігумена монастиря Феофана Жолтовського Благовіщенська церква-дзвіниця є унікальною спорудою. За об'ємно-просторовим вирішенням — це поєднання  брами в рівні першого ярусу із церквою в другому ярусі та дзвіницею в третьому.
У першому ярусі ліворуч знаходились вхід і сходи на другий ярус, а праворуч — капличка. На другому ярусі розміщувалась Благовіщенська церква. Її вівтар був орієнтований не точно на схід через топографічні особливості ділянки, на якій зодчому треба було звести надбрамну церкву-дзвіницю. На третьому ярусі розташовувалась власне дзвіниця з арковим прорізами, де на дубових брусах висіли дзвони.
Два нижніх яруси церкви-дзвіниці являли собою і в плані, і в об'ємах тридільну українську церкву з гранчастими формами. Прекрасні великого виносу розвинені у висоту багатопрофільні барокові  карнизи, пілястри з великими коринфськими капітелями, обрамлення аркових і круглих вікон, декоративні ніші й ліпні прикраси — усе це створювало рідкісної краси споруду, що своїми  обрисами формувала художнє обличчя всієї Куренівки.
Після ліквідації в 1784 Свято-Троїцького Києво-Кирилівського монастиря надбрамна церква Благовіщенська церква-дзвіниця існувала тривалий час  без будь-яких змін.
У 1849 пожежа дещо пошкодила цей шедевр доби українського бароко, і під час відбудови дах над церквою відновили вже  в традиціях класицизму — у формі, близькій до півсферичної.
За радянських часів у церкві планувалося зробити музей, присвячений творчості геніального українського будівничого Івана Григоровича-Барського. Проте музей не був створений, і в 1937 дзвіницю розібрали на цеглу. Так загинула чи не найкраща споруда Києва середини XVIII ст., створена одним  із найбільших талановитих зодчих нашої землі.
Благовіщенська надбрамна церква-дзвіниця входила до системи мурів, які звів навколо Троїцького Кирилівського монастиря І. Григорович-Барський.  Композиційним акцентом мурованої огорожі була брама, яку тоді ще молодий архітектор прикрасив ліпленими молочними горщиками з обох боків в'їзної арки, а також тими самими деталями, що й церкву-дзвіницю. На жаль, мури і в'їзну браму зруйновано разом із церквою-дзвіницею. Залишилося лише 15 м стіни й одна кругла башта з купольним покриттям по дерев'яних кружалах.

## Плани з відтворення дзвіниці
Ця унікальна дзвіниця була внесена у програму відтворення видатних храмів України ще 1999 року, але наразі її ще не відбудовано.
Проект відновлення дзвіниці належить архітектору Юрію Лосицькому — знаному як архітектор, що відбудував наново Михайлівський Золотоверхий собор.

## Галерея

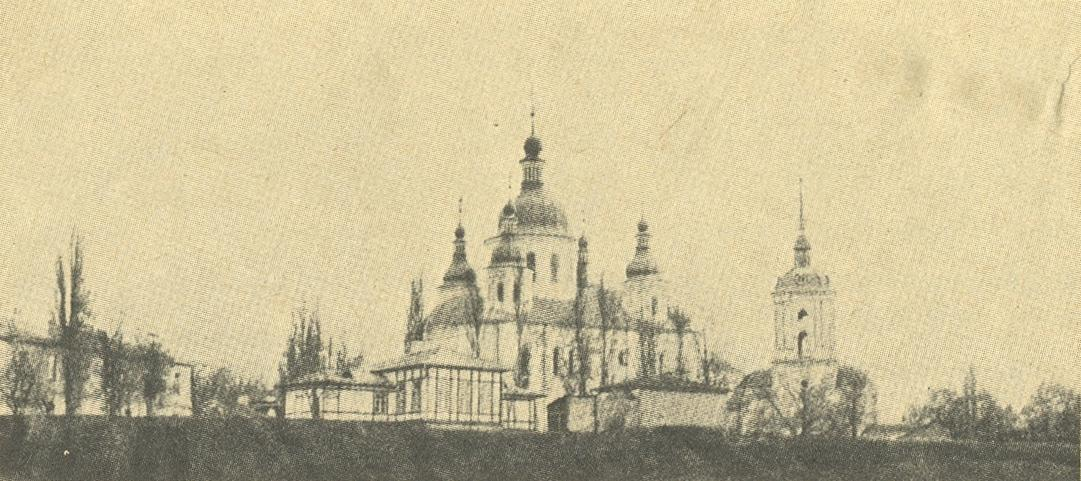
Панорама Кирилівського монастиря
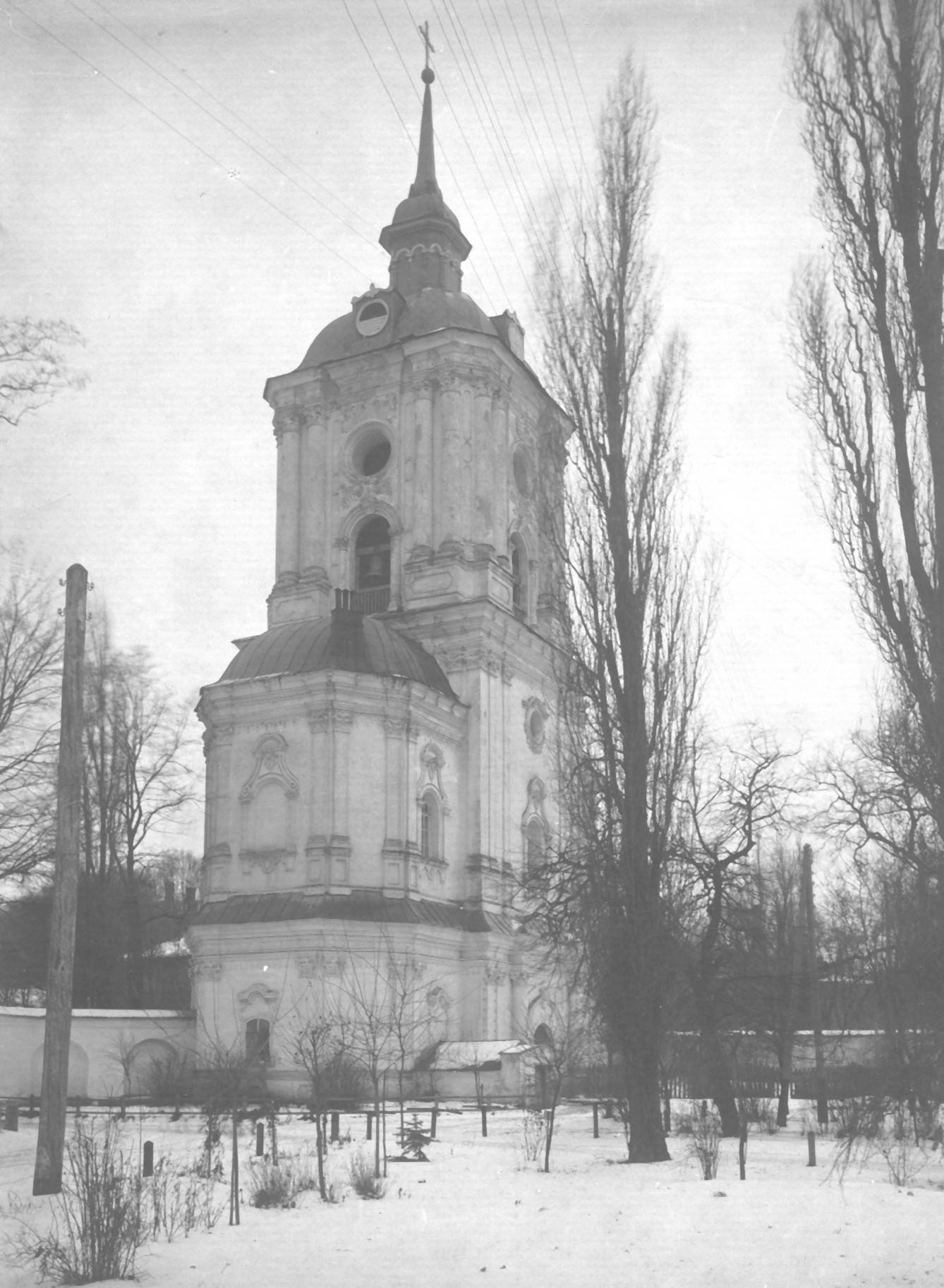
Дзвіниця Кирилівської церкви
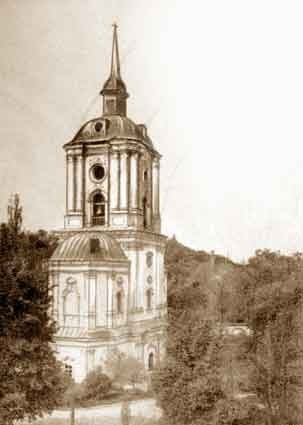
Благовіщенська церква-дзвіниця Кирилівського монастиря
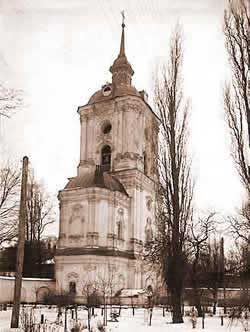
Благовіщенська церква-дзвіниця Кирилівського монастиря
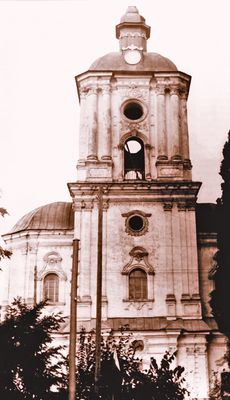
Благовіщенська церква-дзвіниця Кирилівського монастиря
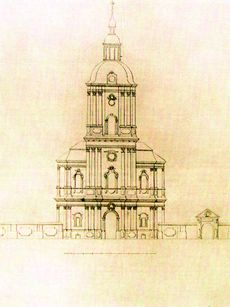
Благовіщенська церква-дзвіниця Кирилівського монастиря (Проект)
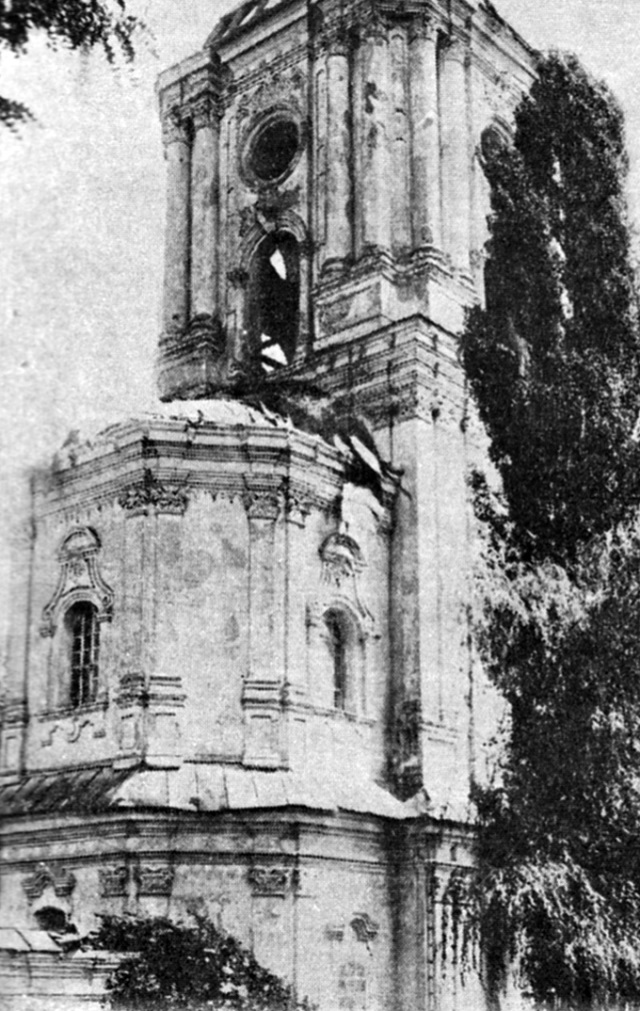
Благовіщенська церква-дзвіниця Кирилівського монастиря перед руйнуванням
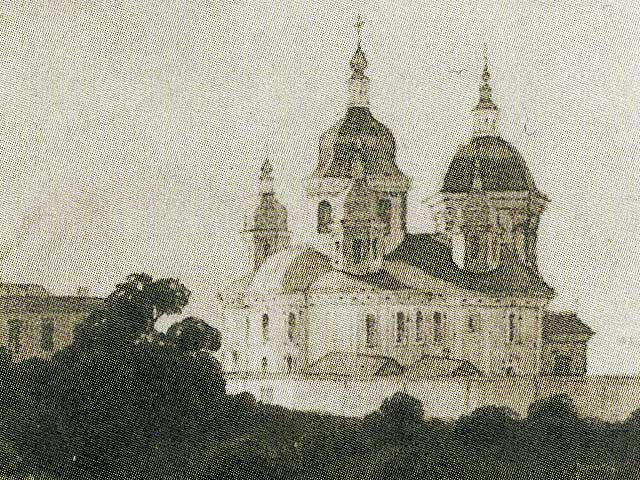
Благовіщенська церква-дзвіниця Кирилівського монастиря